# HD215966
HD215966 — хімічно пекулярна зоря спектрального класу B9, що має видиму зоряну величину в смузі V приблизно  7,9.
Вона  розташована на відстані близько 865,1 світлових років від Сонця.

## Пекулярний хімічний склад
Зоряна атмосфера HD215966 має підвищений вміст 
Eu
.